# Natan (fill de David)
Natan (en hebreu נתן Nâthân, que significa 'regal de Déu') va ser el tercer dels quatre fills que va tenir el Rei David i Betsabé a Jerusalem. Era el germà petit de Salomó.
Al Nou Testament, la genealogia de Jesús segons l'Evangeli de Lluc, explica el llinatge de Jesús fins al rei David a través de la línia de Natan, encara que, segons l'Evangeli de Mateu, el llinatge ve de Salomó. Una explicació del fet, que es dona a partir de l'època de Joan Damascè, es que Natan és l'avantpassat de Maria, la mare de Jesús, i Salomó seria l'avantpassat de Josep, el marit de Maria. També es menciona Natan com a fill de David a II Samuel 05:14, i I Cròniques 14:04.